# Dendroma
Dendroma — рід горобцеподібних птахів родини горнерових (Furnariidae). Представники цього роду мешкають в Центральній і Південній Америці. Раніше їх відносили до роду Філідор (Philydor), однак за результатами низки молекулярно-філогенетичних досліджень вони були переведені до роду Dendroma.

## Види
Виділяють два види:
- Філідор золотолобий (Dendroma rufa)
- Філідор іржастокрилий (Dendroma erythroptera)

## Етимологія
Наукова назва роду Dendroma походить від сполучення слів дав.-гр. δενδρον — дерево і δρομος — бігун.